# Жозефина Баденская
Принцесса Жозефина Фредерика Луиза Баденская (21 октября 1813 — 19 июня 1900) — дочь Великого герцога Баденского Карла Людвига и его супруги Стефании Богарне.

## Биография
21 октября 1834 года, в свой день рождения, в Карлсруэ Жозефина вышла замуж за наследника княжества Гогенцоллерн-Зигмаринген Карла Антона, сына Карла Гогенцоллерн-Зигмаринген и Марии Антуанетты Мюрат, племянницы Иоахима Мюрата.
В семье было 6 детей:
- Леопольд (1835—1905),
- Стефания (1837—1859), замужем за Королём Португалии Педру V,
- Карл (1839—1914), король Румынии Кароль I,
- Антон (1841—1866),
- Фридрих (1843—1904),
- Мария (1845—1912), в 1867 вышла замуж за Филиппа Бельгийского.

## Официальные титулы
- 21 октября 1813 — 21 октября 1834 Её Великогерцогское Высочество Принцесса Жозефина Баденская
- 21 октября 1834 — 27 августа 1848 Её Великогерцогское Высочество Наследная Принцесса Гогенцоллерн-Зигмаринген, Принцесса Баденская
- 27 августа 1848 — 3 сентября 1869 Её Великогерцогское Высочество Принцесса Гогенцоллерн-Зигмаринген, Принцесса Баденская
- 3 сентября 1869 — 2 июня 1885 Её Великогерцогское Высочество Принцесса Гогенцоллерн, Принцесса Баденская
- 2 июня 1885 — 19 июня 1900 Её Великогерцогское Высочество Вдовствующая Принцесса Гогенцоллерн, Принцесса Баденская